# Казанське (Совєтський район)
Каза́нське (рос. Казанское, марій. Казанский) — присілок у складі Совєтського району Марій Ел, Росія. Входить до складу Алексієвського сільського поселення.

## Населення
Населення — 35 осіб (2010; 35 у 2002).
Національний склад (станом на 2002 рік):
- марі — 83 %